# Brottsplats Sverige
Brottsplats Sverige är en svensk dramadokumentärserie som premiärsändes den 16 april 1995 på TV4. I programmet berättar erfarna mordutredare om sitt arbete med att utreda brott och gripa brottslingar. Som en ramberättelse behandlas i varje avsnitt olika kända kriminalutredningar från 1950-talet fram till 1990-talet. Dessa har alla satt utredarna på prov och på något vis varit banbrytande för svensk polis kriminalarbete. Sista säsongen sändes våren 1998. 

## Avsnitt

### Säsong 1
Sändes på TV4 mellan 16 april och 4 juni 1995.
| Nr | Sändningsdatum | Huvudfall/ämne |
| -- | -------------- | --- |
| 1  | 16 april       | Flickmördaren. Året är 1963 och en seriemördare går lös i Stockholm. Mordutredningen ligger till grund för Sjöwall Wahlöös roman Mannen på balkongen.                                                                                  |
| 2  | 23 april       | Postrånet på Döbelnsgatan. År 1979 inträffar ett rån där rånarna är beväpnade med Ak 4:or, under flykten skjuter de mot polisen. |
| 3  | 30 april       | Blås inte ut mitt ljus. Om anhöriga till brottsoffer. Möt familjerna till Helen Nilsson från Hörby och Helena Andersson från Mariestad.                                                                                                |
| 4  | 5 maj          | Sommarmordet 1969. En ung studentska försvinner spårlöst en sommarnatt. En jakt följer i massmedia på gärningsman, offer och anhöriga.                                                                                                 |
| 5  | 14 maj         | Kvinnliga brottsbekämpare. Anna Wikström, rikskriminalens mordkommission, och Kari Ormstad, rättsläkare, berättar om arbetet kring mordutredningar.                                                                                    |
| 6  | 21 maj         | Salaligan är Sveriges mest internationellt kända rånarliga. En grupp unga män under ledning av Sigvard Thurneman genomför en serie brutala rånmord under 1930-talets första hälft. Cirkeln stödjer sig på österländsk mystik och magi. |
| 7  | 28 maj         | Ådalsmannen. En serievåldtäktsman drabbar den norrländska regionen där en tonårsflicka försvinner mystiskt 1970. Hon återfanns 2024.                                                                                                   |
| 8  | 4 juni         | Knarkspan. Huddingepolisens narkotikarotel är på jakt efter en stor narkotikaliga. Avsnittet följer spaningsarbetet, kartläggningen och till slut gripandet av ligan.                                                                  |

### Säsong 2
Sändes på TV4 mellan 25 juli och 15 september 1996.
| Nr | Sändningsdatum | Huvudfall/ämne |
| -- | -------------- | --- |
| 1  | 25 juli        | Flickan i sjön. 50-talets stora mordgåta. En 5-årig flicka rövas bort 1955 och hittas en vecka senare mördad i en resväska i Albysjön söder om Stockholm.                                                                              |
| 2  | 4 augusti      | Tältmorden i Appojaure. Sommaren 1984 hittas ett holländskt par brutalt mördade vid sjön Appojaure i Norrbotten. |
| 3  | 11 augusti     | Södermannen. 1982 skakas Stockholm av en serie brutala våldtäkter på Södermalm. Spåren leder till Göteborg, där en liknade serie våldtäkter inträffat några år tidigare.                                                               |
| 4  | 18 augusti     | Handenmorden. I januari 1967 hittades två polismän och en nattvakt ihjälskjutna i källarkorridorerna under Handen Centrum. Morden väckte avsky över hela landet och kriminalpolisen sattes på stora prov för att klara upp fallet.     |
| 5  | 25 augusti     | Mannen i boxen. På Vikingterminalen i Stockholmn finner man 1995 en mördad man i en takbox. Vem är mannen och hur har han hamnat i boxen?                                                                                              |
| 6  | 1 september    | Trädgårdmordet. En gravt alkoholiserad man terroriserar sin familj under många år och en dag orkar hustrun inte längre utan bestämmer sig för att döda maken.                                                                          |
| 7  | 8 september    | Koffertmordet. En styckad kvinna hittas i vattnet utanför Lysekil 1969, vilket blir upptakten till 60-talets styckmordsutredning. Kvinnan identifieras som en 40-årig prostituerad och två läkare blir misstänkta för brottet.         |
| 8  | 15 september   | Den försvunne shejken. Ett märkligt kidnappardrama sker hösten 1994 i Stockholm. Hela Stockholm genomsöks på några dagar efter ligan som har kidnappat två utländska medborgare och kräver en stor lösensumma av en arabisk affärsman. |

### Säsong 3
Sändes på TV4 mellan 7 januari och mars 1998.
| Nr | Sändningsdatum | Huvudfall/ämne |
| -- | -------------- | --- |
| 1  | 7 januari      | Bombmannen. År 1982 sprängdes åklagare Denckerts villa i luften, hans svärson dödades. År 1983 blåste en sprängladdning ut flera våningar i Skatteskrapan i Stockholm. Ytterligare sprängattentat följde innan gärningsmannen kunde gripas. |
| 2  | 14 januari     | Hökarängsmordet. År 1965 hittades en 19-årig flicka mördad i sin säng i föräldrahemmet i Hökarängen. Den unga kvinnan är mördad med kloroform.                                                                                              |
| 3  | 21 januari     | Picassokuppen på Moderna Museet. En fräck kupp utfördes 1993 mot Moderna Museet, där flertal Picasso- och Braquemålningar stals. |
| 4  | 28 januari     | Kakelugnsmordet. En tandläkare i Stockholm försvinner spårlöst 1964. Efter omfattande spaningsarbete åtalas hans revisor för mord. |
| 5  | 11 februari    | Ulla Höglund. En kvinna försvinner 1970. Ett mystiskt telefonsamtal avslöjar var den döda kroppen är gömd. Kvinnans make blir föremål för polisens intresse.                                                                                |
| 6  | 18 februari    | Den kände idrottsmannen Olle Möller dömdes för två mord under en period av omkring 20 år. Fallet är kanske vår tids mest uppmärksammade. Men var han verkligen skyldig?                                                                     |
| 7  | 25 februari    | Fortsättning på föregående avsnitt. |
| 8  | mars           | ? |